# 아벨라르도 페르난데스
아벨라르도 페르난데스 안투냐(스페인어: Abelardo Fernández Antuña, 1970년 3월 19일, 스페인 히혼 ~ )는 은퇴한 스페인의 축구 선수이다. 주 포지션은 센터백이었으나 가끔 오른쪽 풀백으로도 뛰었다. 헤딩 능력과 일대일 마크 능력이 뛰어났다. 현재는 축구 감독이다.
1989년 스포르팅 히혼에서 데뷔하였으며, 1994년 바르셀로나로 이적하였다. 8년간 주전으로 활약한 그는 2002년 데포르티보 알라베스와 2년 계약을 맺었으나 무릎 부상 때문에 1년만 뛰고 은퇴하였다.
그는 국가대표팀에서 53경기에 출전해 3골을 넣었으며, 유로 2000 대회에서는 스페인의 부주장으로 출전했었다.
스포르팅 히혼의 리저브 팀인 스포르팅 히혼 B의 코치를 지냈다. 2010년 여름 그는 아마추어 클럽인 칸다스로 옮겼다.

## 수상

### 클럽
스포르팅 히혼
- 코파 델 레이 : 4강 (1990-91, 1991-92)

FC 바르셀로나
- 라리가 : 우승 (1997-98, 1998-99), 준우승 (1996-97, 1999-2000), 3위 (1995-96)
- 코파 델 레이 : 우승 (1996-97, 1997-98), 준우승 (1995-96), 4강 (1999-2000, 2000-01)
- UEFA 챔피언스리그 : 4강 (1999-2000, 2001-02)
- UEFA 유로파리그 : 4강 (1995-96, 2000-01)
- UEFA 컵위너스컵 : 우승 (1996-97)
- UEFA 슈퍼컵 : 우승 (1997)
- 스페인 슈퍼컵 : 우승 (1994, 1996), 준우승 (1998, 1999)

### 국가대표팀
스페인 U-23
- 하계 올림픽 : 금메달 (1992)